# Barranqueño
Le barranqueño est une langue parlée dans la ville portugaise de Barrancos, située près de la Raia. C'est une langue mixte qui s'appuie sur le portugais de la région de l'Alentejo et sur l'espagnol des communautés autonomes de l'Andalousie et de l'Estrémadure. L'espagnol se manifeste particulièrement dans les éléments lexicaux, phonétiques et morphologiques qui parfois se différencient beaucoup du portugais.  

## Histoire
Les particularités de la mixité du barranqueño sont dues à un contact linguistique continuel au fil des années entre l'espagnol et le portugais. La situation frontalière de Barrancos et sa proximité sociale et géographique aux villes espagnoles font partie des principales raisons pour lesquelles le barranqueño a vu le jour. 
De plus, l'espagnol fonctionne également comme lingua franca puisqu'il est maîtrisé par la majorité de la population.
L'isolement de Barrancos a aidé non seulement à créer une condition linguistique particulière, mais aussi à l'entretenir à travers le temps. Les caractéristiques sociales de ce peuple sont connues partout au Portugal et sont définies comme un amalgame des coutumes portugaises et espagnoles. 
Aujourd'hui, les relations de la municipalité de Barrancos sont majoritairement en lien avec l'Espagne, à l'exception des procédures administratives, scolaires, sanitaires, etc.. Ainsi, "L'espagnol est réduit au domaine familial et local et à une attitude très positive envers tout ce qui vient d'Espagne. Mais la réalité quotidienne est forcément portugaise." 